# Brettin
Brettin is een plaats en voormalige gemeente in de Duitse deelstaat Saksen-Anhalt, en maakt deel uit van de Landkreis Jerichower Land.
Brettin telt 860 inwoners.